# Oh My God (sång)
"Oh My God" är en låt av det amerikanska bandet Guns N' Roses. Låten släpptes som singel år 1999, och fanns även med på soundtracket till filmen End of Days. Låten är skriven av Axl Rose, Paul Tobias och Dizzy Reed.